# أليساندرو سيلفا بيريرا
أليساندرو سيلفا بيريرا (15 مايو 1982 ببراغانزا في البرتغال - ) هو لاعب كرة قدم برازيلي في مركز الدفاع. لعب مع أيك سولنا ونادي آسيريسكا ونادي أورغريته ونادي سيريانسكا وClube Municipal Ananindeua ‏ ونادي إسكلستونا.

## وصلات خارجية
- أليساندرو سيلفا بيريرا على موقع Soccerway.com (الإنجليزية)